# راس براس (فلم)
راس براس فيلم سعودي كوميدي بدأ عرضه على منصة نتفليكس في 3 أغسطس 2023م، وهو من تأليف عبد العزيز المزيني، وبطولة عبد العزيز الشهري وإخراج مالك نجر.

## القصة
تدور أحداث الفيلم في حي بذيخة، حول شخصية السائق "درويش" (عادل رضوان) الذي ينقل أكبر مجرم متقاعد من المطار، لتطارده بعد ذلك عصابة المجرم بهدف استعادته بسلامة، ثم ينشغل كل من درويش وأبو غدرة (زياد العمري)، والرئيس التنفيذي الجديد لشركة التكسي "فياض" (عبد العزيز الشهري) بمهمة تضليل العصابة، وإيهامها بأن الرجل العجوز لا يزال على قيد الحياة، ثم تتوالى سلسلة من الأحداث والمغامرات غير المتوقعة والمغلّفة بطابع كوميدي.

## طاقم التمثيل
- عبد العزيز الشهري.
- محمد القس.
- خالد عبد العزيز.
- عادل رضوان.
- زياد العمري.
- آيدا القصي.
- هاشم هوساوي.[6]
- مالك نجر.[7]